# The Abbey Road E.P.
| 평가 점수 | 평가 점수 |
| 출처      | 점수      |
| --------- | --------- |
| 올뮤직    | [ 2 ]     |

《The Abbey Road E.P.》는 미국의 록 밴드 레드 핫 칠리 페퍼스의 EP로 1988년 5월 EMI 아메리카를 통해 영국에서 발매되었다. 이 EP에 포함된 5개의 트랙 중 4개는 밴드의 스튜디오 음반에 이미 발매되었지만, 밴드의 첫 두 음반 《The Red Hot Chili Peppers》와 《Freaky Styley》는 1990년까지 영국에서 발매되지 않았기 때문에 새로운 청취자들에게 트랙을 소개하는 방법을 제공했다.
유일한 "새로운" 트랙은 지미 헨드릭스의 노래 〈Fire〉의 커버로, 이 곡은 《The Uplift Mofo Party Plan》의 세션 동안 녹음되었으며, 〈Fight Like a Brave〉의 B-사이드로 다른 믹스에 포함되었다. 그러나, 같은 음반 Fire는 나중에 밴드의 다음 스튜디오 음반 《Mother's Milk》에 다시 한 번 수록되었는데, 이는 헤로인 과다복용으로 사망하여 트랙에서 기타를 연주한 밴드의 원래 기타리스트인 힐렐 슬로박에게 경의를 표하기 위해서였다.
타이틀과 커버는 비틀즈의 유명한 음반 《Abbey Road》에 대한 헌사였다. 비틀즈처럼, 표지는 네 명의 밴드 멤버들이 횡단보도를 건너는 모습을 한 줄로 묘사하고 있는데, 반전은 그들이 생식기를 덮고 있는 흰 튜브 양말을 제외하고는 모두 벌거벗은 상태라는 것이다. 이런 식으로 양말만 신는 것은 그들이 그 당시 무대 쇼에서 정기적으로 사용했던 것이었다. EP의 모든 곡들은 밴드의 히트 컴필레이션인 《What Hits!?》에도 수록되었다.

## 곡 목록
| #  | 제목                            | 작사·작곡                                     | 재생 시간 |
| -- | ------------------------------- | --------------------------------------------- | --------- |
| 1. | 〈Fire〉                        | 지미 헨드릭스                                 | 2:02      |
| 2. | 〈Backwoods〉                   | 플리, 앤서니 키디스, 잭 아이언스, 힐렐 슬로박 | 3:06      |
| 3. | 〈Catholic School Girls Rule〉  | 플리, 키디스, 클리프 마르티네스               | 1:57      |
| 4. | 〈Hollywood (Africa)〉          | 미터스                                        | 5:04      |
| 5. | 〈True Men Don't Kill Coyotes〉 | 플리, 키디스, 마르티네스, 잭 셔먼             | 3:38      |